# Hermann Böttger

Hermann Böttger um 1920

Karl Hermann Böttger (* 11. Mai 1878 in Dresden; † 1. März 1946 in Berlin) war ein deutscher Kameramann.

## Leben und Wirken
Böttger, Sohn des Dresdner Schuhmachers Gottlieb Hermann Böttger und dessen Frau Christiane Henriette, geb. Fischer, begann 14-jährig eine Ausbildung zum Fotografen und arbeitete zwei Jahrzehnte vornehmlich als Porträtfotograf. Ab 1909 war er Kameramann bei der bislang wenig entwickelten Kinematographie. Er kooperierte besonders mit Regisseur Max Mack, mit dem zusammen er 1913 für den ersten künstlerisch ambitionierten deutschen Spielfilm Der Andere verantwortlich zeichnete.
1915 wurde Böttger zum Kriegsdienst eingezogen. Nach Kriegsende setzte er seine Karriere als Kameramann fort, kam im Zeitalter der entfesselten Kamera und neuer Überblendungstechniken jedoch nur noch selten zum Einsatz. Von 1935 bis 1938 war er stellvertretender Leiter der Fachgruppe Kamera in der Fachschaft Film der Reichsfilmkammer.
Anschließend drehte er noch einige Werbe- und Industriefilme. 1940 erlitt er einen Schlaganfall, danach übernahm er Botengänge für 250 Reichsmark monatlich. Anlässlich seines 65. Geburtstags im Mai 1943 erhielt der verarmte Filmpionier eine Gratifikation der NS-Stiftung Künstlerdank. Er starb 1946 im Städtischen Krankenhaus Tempelhof in Berlin.
Hermann Böttger war seit 1904 mit der Schneiderin Leonie Kühr verheiratet.

## Filmografie
- 1909: Der kleine Detektiv
- 1912: Die Hochzeitsfackel
- 1913: Der letzte Tag
- 1913: Der Andere
- 1913: Wo ist Coletti?
- 1913: Die blaue Maus
- 1913: Die blaue Maus, 2. Teil
- 1913: Der König
- 1914: Ein seltsamer Fall
- 1914: Lache, Bajazzo!
- 1915: Der Hermelinmantel
- 1915: Die rätselhafte Frau
- 1915: Arme Marie
- 1915: Musketier Kaczmarek
- 1915: Fluch der Schönheit
- 1915: Spinolas letztes Gesicht
- 1918: Ikarus, der fliegende Mensch
- 1919: König Krause
- 1924: Mein Leopold
- 1925: Der Herr ohne Wohnung
- 1925: Die zweite Mutter
- 1930: Und so ein Glück kannst du nur haben
- 1931: Um eine Nasenlänge
- 1937: Deutsche Siege in drei Erdteilen (Dokumentarfilm)
- 1938: Duco (Kurz-Industriefilm)
- 1938: Coca-Cola (Kurz-Industriefilm)